# 张蔡庄乡
张蔡庄乡，是中华人民共和国山西省朔州市朔城区下辖的一个乡镇级行政单位。

## 行政区划
张蔡庄乡下辖以下地区：
张蔡庄村、高于村、九圪塔村、牛家岭村、露明村、魏家庄村、南西沟村、张家堡村、高家庄村、峙庄村、三青梁村、后村、前村、西辛村、寇庄村、冯庄村、大虫窝村、南洼村、黄儿庄村和狼儿村。